# Sigmoideomyces
Sigmoideomyces är ett släkte av svampar. Sigmoideomyces ingår i familjen Sigmoideomycetaceae, ordningen Zoopagales, divisionen oksvampar och riket svampar.
| Sigmoideomyces | \| \| Sigmoideomyces dispiroides \| \| \| \| |
|                | \| \| Sigmoideomyces dispiroides \| \| \| \| |
|                | Reticulocephalis                             |
|                |                                              |
|                | Thamnocephalis                               |
|                |                                              |
|                | Sigmoideomyces dispiroides                   |
|                |                                              |

|  | Sigmoideomyces dispiroides |
|  |                            |